# 勵志會馮瑞璋紀念小學
勵志會馮瑞璋紀念小學（英語：The Endeavourers Fung Sui Cheung Memorial Primary School，簡稱EFSCMPS，1971年－2000年），是昔日柴灣區的一所政府資助小學，由香港勵志會於1971年創立，以半日制模式辦學，但因興華一期重建，所以學校於2000年停辦，學校辦學僅28年。

## 歷史
學校在1971年創校初期在重建前的柴灣興華邨第一期2號校舍辦學，其後在1993年，香港政府宣佈重建興華邨第一期而搬遷到柴灣華廈街9號的空置校舍（前香港紅卍字會柴灣卍慈中學校舍）繼續辦學，直至2000年停辦為止。

## 校政管理

### 歷任校監
- 李陳勁秀女士[1][2][3][5]（1971－2000）

### 歷任校長
上午校
- 陳謝兆嫦女士[1][2][3]（1971－1983[2][3]）
- 彭樹楷先生[2][3]（1983－1995[2][3]）
- 區曜華先生[2][3]（1995－1996[2][3]）
- 梁宇欽先生[2][3]（1996－2000[2][3]）

下午校
- 彭樹楷先生[1][2][3]（1971－1983[2][3]）
- 龔永棠先生[2][3]（1983－1995[2][3]）
- 梁宇欽先生[2][3]（1995－1996[2][3]）
- 陳封平先生[2][3]（1996－1997[2][3]）

## 著名/傑出校友
- 鍾漢良：香港男藝人及歌手
- 黃玉卿：勵志會陳鄭潔雲幼稚園校長

## 外部連結
- 勵志會馮瑞璋紀念小學Facebook
- 勵志會馮瑞璋紀念小學紀念特刊 （页面存档备份，存于）
- 勵志會馮瑞璋紀念小學紀念特刊（2） （页面存档备份，存于）
- 我的紀念冊（1997年畢業生李耀陞） （页面存档备份，存于）
- 我的紀念冊 - 勵志會馮瑞璋紀念小學 （页面存档备份，存于）